# Pierre Pousse
Pierre Pousse (* 27. Februar 1966 in Strasbourg) ist ein ehemaliger französischer Eishockeyspieler und jetziger -trainer. Sein jüngerer Bruder Bertrand Pousse war ebenfalls ein professioneller Eishockeyspieler.   

## Karriere
Pierre Pousse begann seine Karriere als Eishockeyspieler beim Sporting Hockey Club Saint Gervais, für dessen Profimannschaft er in der Saison 1983/84 sein Debüt in der höchsten französischen Spielklasse gab. Die folgende Spielzeit verbrachte er beim Chamonix Hockey Club und wurde selbst mit der Trophée Jean-Pierre Graff als bester französischer Nachwuchsspieler ausgezeichnet. Zur Saison 1985/86 kehrte er zum Sporting Hockey Club Saint Gervais zurück, mit dem er den französischen Meistertitel gewann. Der Club wurde anschließend fusioniert und der Angreifer wurde 1987 und 1988 jeweils mit dem Nachfolgeverein Mont-Blanc HC erneut Französischer Meister und erhielt 1988 zusätzlich die Trophée Albert Hassler als bester französischer Spieler der höchsten französischen Spielklasse. Zur Saison 1989/90 schloss er sich dem HC Amiens Somme an, ehe er von 1990 bis 1992 für die Diables Rouges de Briançon auflief. Von 1992 bis 2000 stand er erneut für den HC Amiens-Somme auf dem Eis und wurde mit der Mannschaft 1999 ebenfalls Meister. Zuvor war er 1993 als Spieler von Amiens erneut mit der Trophée Albert Hassler ausgezeichnet. In der Saison 2000/01 lief er für den Club des Sports de Megève in der zweitklassigen Division 1 auf sowie zuletzt von 2001 bis 2004 unterklassig für seinen Ex-Klub aus Chamonix, bei dem er in der Saison 2002/03 erste Erfahrungen als Spielertrainer sammelte. Anschließend beendete er im Alter von 38 Jahren seine aktive Karriere. 
In der Saison 2003/04 war er parallel zum Spielbetrieb mit der Profimannschaft des Chamonix Hockey Club als Cheftrainer für deren U22-Junioren zuständig. Seit 2004 ist er zusammen mit dem Franco-Kanadier Dave Henderson Cheftrainer der französischen Nationalmannschaft. 

### International
Für Frankreich nahm Pousse an den B-Weltmeisterschaften 1989 und 1990 sowie den A-Weltmeisterschaften 1992, 1993, 1994, 1995 und 1996 teil. Zudem stand er im Aufgebot seines Landes bei den Olympischen Winterspielen 1988 in Calgary, 1992 in Albertville und 1994 in Lillehammer.

## Erfolge und Auszeichnungen
| - 1985 Trophée Jean-Pierre Graff - 1986 Französischer Meister mit dem Sporting Hockey Club Saint Gervais - 1987 Französischer Meister mit dem Mont-Blanc HC - 1988 Französischer Meister mit dem Mont-Blanc HC | - 1988 Trophée Albert Hassler - 1993 Trophée Albert Hassler - 1999 Französischer Meister mit dem HC Amiens Somme - 2021 Aufnahme in den Temple de la renommée du hockey français |